# Evgenij Oleksandrovyč Čuplinskij
Evgenij Oleksandrovyč Čuplinskij (in russo Евге́ний Алекса́ндрович Чупли́нский?; Novosibirsk, 14 marzo 1965) è un serial killer e poliziotto russo.
Soprannominato Il maniaco di Novosibirsk, è stato ritenuto colpevole di 19 omicidi commessi tra il 1998 e il 2005 nella città di Novosibirsk, anche se egli stesso, al momento dell'arresto, dichiarò di averne uccise 29 in tutto. Le sue vittime erano perlopiù prostitute, le quali venivano dapprima strangolate e in seguito decapitate e smembrate.
Ritenuto in più di un'occasione un sospetto e arrestato più di una volta, venne ritenuto ufficialmente colpevole di tali omicidi soltanto undici anni dopo il suo ultimo crimine e condannato all'ergastolo presso una colonia lavorativa a Elban, nel territorio di Chabarovsk, dov'è tuttora rinchiuso.

## Biografia

### Carriera militare
Čuplinskij nasce il 14 marzo 1965 a Novosibirsk. Dopo essersi laureato con voti medi, nel 1981 frequentò una scuola di ingegneria meccanica, entrando anche a far parte dell'organizzazione giovanile di estrema sinistra Komsomol.
Tra il 1984 e il 1987 ha servito con le truppe di frontiera sovietiche, dove esercitò un rigido addestramento fisico, ideologico e di combattimento, padroneggiando il sambo. Tra i suoi colleghi, si è guadagnato l'infamia come un ipocrita mercantile che, in ogni occasione, cercava di attirare l'attenzione positiva dei suoi superiori. Dopo aver terminato il suo servizio, si arruolò nelle forze di polizia, dove salì al grado di sergente. Ha lavorato per la prima volta come guardia di sicurezza nel distretto di Kirovskij, ma nel 2000 è stato trasferito nel distretto di Leninsky. Nel 2003 si è ritirato con una medaglia per aver servito con lode, insieme a 46 lettere di gratitudine e raccomandazioni dei suoi datori di lavoro. Dopo il suo pensionamento, con l'aiuto dei genitori di sua moglie, Čuplinskij fondò una catena di negozi dove vendeva decorazioni murali in metallo. Si è sposato tre volte e ha avuto in totale due figli.

### Gli omicidi
A partire dalla seconda metà degli anni '90, Čuplinskij si guadagnò da vivere lavorando come tassista dopo aver acquistato una Lada-Vaz Samara. Fu nel novembre del 1998 che commise il suo primo omicidio, il primo di una lunga catena a danni principalmente di prostitute. I corpi delle donne che uccideva venivano per lo più ritrovati in svariate zone desolate della città come discariche, frangivento e nelle corsie d'emergenza delle autostrade. Čuplinskij era solito strangolare le vittime per poi decapitarle, mutilarle violentemente e infine incidere sulla loro pelle pentagrammi e frecce; inoltre diversi amuleti vennero rinvenuti accanto ai cadaveri. A causa anche dell'avanzato stato di deturpamento a cui erano sottoposti i cadaveri, alcune di queste vittime non furono mai identificate. Con il passare del tempo si guadagnò il soprannome di "Maniaco di Novosibirsk".
Con gli anni avvenire, le autorità cominciarono a esaminare gli omicidi da casi separati a collegati tra di loro, concludendo infine che un unico assassino operava in quella zona. Tuttavia, quest'indagine non si rivelò sufficiente: sebbene siano stati compilati due identikit, questi differivano l'uno dall'altro e nessuno dei due era considerato un disegno accurato dell'autore del reato. Nel 2005 la scia di efferati omicidi ai danni di prostitute cessò improvvisamente, portando gli investigatori a credere che l'assassino fosse stato incarcerato per un altro reato o fosse deceduto. Di conseguenza, la sua età e le possibili motivazioni sono rimaste poco chiare per qualche tempo.
Nell'ottobre 2015, un tassista di nome Alexei Ivanov è stato arrestato dagli investigatori che sospettavano che fosse il maniaco di Novosibirsk. Mentre Ivanov in seguito ha confessato ed è stato condannato per diversi omicidi non correlati, alla fine è stato scagionato da quelli attribuiti al maniaco di Novosibirsk.

### Primo e secondo arresto
Čuplinskij venne arrestato per la prima volta dalle autorità nel 2004, in connessione con la scomparsa di una donna, il cui corpo non è mai stato trovato. La notte della sua scomparsa, una nuova scheda SIM è stata inserita nel cellulare della vittima, intestato proprio a Čuplinskij. Qui disse che lavorava come tassista e che due giovani a cui aveva dato un passaggio avevano lasciato il telefono in macchina. Quando gli è stato chiesto di fornire una testimonianza ufficiale, l'uomo cambiò la sua storia, sostenendo che le due ragazze avevano tentato senza successo di derubarlo e nel frattempo avevano lasciato cadere il telefono. Le storie mutevoli sembravano insignificanti per gli investigatori, che in seguito lo hanno rilasciato.
Nel 2006, quando tutti i casi si legavano fra di loro, molte prove circostanziali hanno indicato Čuplinskij; in particolare, il fatto di aver sostenuto di non aver mai incontrato una delle vittime, mentre successive indagini hanno portato alla scoperta che si trattava di una prostituta che conosceva l'uomo. I suoi stessi colleghi hanno raccontato di voci secondo cui ha condotto un racket di protezione incentrato sulle prostitute, anche nelle aree in cui sono avvenuti alcuni omicidi. Per questo motivo Čuplinskij è stato arrestato. Durante l'intervista ai testimoni per ulteriori indizi, le autorità hanno scoperto che nel 2000 l'uomo è stato costretto a cambiare posto di lavoro a causa delle suddette voci. Alcune prostitute hanno persino affermato che dopo essere state interrogate dalle autorità, Čuplinskij a sua volta avrebbe chiesto loro di raccontargli ciò che avevano detto in modo molto dettagliato. Uno dei suoi garage venne ispezionato con l'aiuto di un cane poliziotto, ma nonostante il suo strano comportamento non è stato trovato alcun cadavere. Dal momento che c'erano prove inconsistenti per tenerlo detenuto, Čuplinskij venne rilasciato anche questa volta.

### Ultimo arresto e condanna
Nel 2016, il comitato investigativo ha iniziato a condurre dei test del DNA, chiedendo che tutti i sospetti, incluso Čuplinskij, fornissero un campione. I risultati hanno mostrato che lo sperma proveniente dalla scena di uno degli omicidi aveva dato esito positivo sul DNA di Čuplinskij, che è stato successivamente arrestato e accusato di 17 omicidi il 23 aprile 2016.
Nel gennaio 2017 è stato dichiarato sano di mente a seguito di un esame psicologico e psichiatrico. Durante gli interrogatori, ha confessato di aver ucciso un totale di 29 donne, ma a causa di prove insufficienti, venne riconosciuto colpevole soltanto di 19. Il 14 aprile 2017 è stato accusato di 19 capi di omicidio e ha successivamente ritrattato la sua testimonianza. Durante il processo, la corte ha ascoltato più di ottomila testimoni in merito al caso.
Il 28 febbraio 2018 è stato dichiarato colpevole di 19 omicidi e furto con verdetto della giuria e successivamente condannato all'ergastolo in una colonia di lavoro correttivo. Il 28 settembre il verdetto è stato annullato e il caso è tornato in tribunale a causa del fatto che alcuni dei termini di prescrizione dei casi erano scaduti (secondo il codice penale russo, il termine di prescrizione per gli omicidi è di 15 anni). Due mesi dopo, Čuplinskij è stato nuovamente condannato all'ergastolo al suo secondo processo. A partire dal settembre 2019 sta scontando la pena presso la colonia di lavoro nel villaggio di Elban, nel territorio di Chabarovsk.